# Salix issatissensis
Salix issatissensis är en videväxtart som beskrevs av Maassoumi, Moeeni och Rahimin.. Salix issatissensis ingår i släktet viden, och familjen videväxter. Inga underarter finns listade i Catalogue of Life.